# Хантингтон, Эдди
Э́двард «Э́дди» Ха́нтингтон (англ. Edward «Eddy» Huntington; род. 29 октября 1965; Питерли, Англия, Великобритания) — британский певец, получивший широкую известность в Европе и СССР в 1980-е годы в основном благодаря исполнению песни «U.S.S.R.», ставшей его дебютным синглом.

## Биография и карьера
Эдди Хантингтон родился 29 октября 1965 года в городе Питерли в северо-восточной Англии. В возрасте 18 лет он переехал в Лондон, где стал сниматься в музыкальных клипах других исполнителей и начал карьеру фотомодели.
В 1986 году итальянский лейбл Baby Records заметил певца и пригласил его в Милан для записи дебютного сингла. Специально Эдди Хантингтона итальянские авторы Роберто Туратти и Марко Кьерегато в соавторстве с Томом Хукером написали песню «U.S.S.R.», которая впоследствии стала главным хитом Эдди Хантингтона.
Сингл «U.S.S.R.» был записан в 1986 году в студии ZYX Records и в том же году вышел в свет. В первые же дни после выхода песня разлетелась по всей Европе и принесла Эдди большую известность — она была одинаково популярна как в самом СССР, так и в капиталистических странах Европы. Песня заняла шестую строчку в хит-параде Швейцарии и № 23 в сводном хит-параде Германии. На волне популярности Хантингтон записал ещё два сингла — «May Day» и «Meet My Friend», но они не имели особого успеха. Бо́льшую известность приобрела песня «Up & Down», но даже ей было не под силу затмить популярность «U.S.S.R.». В 1989 году Хантингтон вернулся в Лондон и выпустил альбом Bang Bang Baby.
В начале 1990-х годов Эдди Хантингтон выпустил синглы «Shock In My Heart» и «Hey Senorita», но они получились провальными. Работа над вторым альбомом Эдди были приостановлена, а сам он всё реже стал появляться на публике. В 1992 году Хантингтон решил покинуть музыкальную индустрию, чтобы стать учителем музыки в начальной школе в Великобритании. Несколько лет он преподавал уроки пения и театрального искусства в Eldon Grove Primary School, но затем решил переехать в Таиланд. В течение двух лет Эдвард преподавал английский язык в Бангкоке, но после рождения сына певец вернулся в Англию, где занял должность заместителя директора школы, совмещая свои обязанности с музыкальной деятельностью.

## Возвращение на сцену
В 2005 году Эдди Хантингтон ненадолго вернулся на сцену, приняв участие в ежегодном Международном фестивале «Дискотека 80-х». Он открыл главный концерт фестиваля, прошедший в Москве, выступив на одной сцене с такими артистами как Бонни Тайлер, Крис Норман, Alphaville, Сабрина Салерно, Savage и многими другими. Позже певец выступил в рамках фестиваля в Санкт-Петербурге. Однако полноценного возвращения в мир музыки так и не состоялось. По словам Хантингтона, он доволен тем, что имеет, и не хотел бы это ни на что променять, в том числе и на былую славу.
Тем не менее в 2009 году на лейбле I Venti d’Azzurro Records вышел новый сингл под названием «Love for Russia», подаривший Эдди Хантингтону новую популярность. В 2011 и 2013 годах он вновь принял участие в «Дискотеке 80-х».

## После возвращения
После того, как сингл «Love for Russia» стал популярным, Хантингтон принял решение вернуться в музыкальную профессию, совмещая концертные выступления с преподавательской деятельностью. В 2011 году он записал новый сингл «Honey, Honey!» вместе с российским поп-дуэтом DiscoBonus. Песня была написана участниками дуэта Игорем Сорокиным и Андреем Москалёвым, но не получила ожидаемой популярности ни в России, ни в Европе.
26 февраля 2013 года вышел в свет новый сингл Эдди Хантингтона «Rainy day in May». Песня была написана Фрэнком Скоттом и Мортеном Фрэнском и спродюсирована Томми Олсеном. Песня была создана в стиле ранних работ Клиффа Ричарда — любимого исполнителя Эдди. Участники записи старались наиболее точно передать особенности звука 60-х годов XX века. Сингл был выпущен на норвежском лейбле KVK Digital.

## Дискография

### Альбомы
- 1988 — Bang Bang Baby

### Синглы
- 1986 — «U.S.S.R.»
- 1987 — «Up & Down»
- 1987 — «Meet My Friend»
- 1988 — «Physical Attraction»
- 1988 — «May Day»
- 1988 — «Bang Bang Baby»
- 1989 — «Shock In My Heart»
- 1990 — «Hey Senorita»
- 2009 — «Love For Russia»
- 2011 — «Honey, Honey!»
- 2013 — «Rainy Day in May»